# Wioletta Kołobowa
Wioletta Witaljewna Kołobowa (ros. Виолетта Витальевна Колобова, ur. 27 lipca 1991 w Dzierżyńsku) – rosyjska szpadzistka, brązowa medalistka olimpijska i trzykrotna medalistka mistrzostw świata.
Na igrzyskach olimpijskich w Londynie w 2012 roku zajęła czwarte miejsce drużynowo i siedemnaste indywidualnie. Podczas igrzysk olimpijskich w Rio de Janeiro w 2016 roku reprezentacja Rosji w składzie: Wioletta Kołobowa, Tatjana Łogunowa, Lubow Szutowa i Olga Koczniewa zdobyła brązowy medal. Brała też udział w igrzyskach olimpijskich w Tokio, zajmując 8. miejsce w zawodach drużynowych i 23. miejsce w zawodach indywidualnych.
Podczas mistrzostw świata w Budapeszcie w 2013 roku wspólnie z Tatjaną Andriuszyną, Anną Siwkową i Janą Zwieriewą zdobyła złoty medal w zawodach drużynowych. Wynik ten powtórzyła na rozgrywanych rok później mistrzostwach świata w Kazaniu, startując razem z Tatjaną Gudkową, Lubow Szutową i Janą Zwieriewą. Ponadto zdobyła srebrny medal drużynowo na mistrzostwach świata w Budapeszcie (2019).
Kilkukrotnie zdobywała medale mistrzostw Europy, w tym złote drużynowo na mistrzostwach Europy w Legnano (2012) oraz indywidualnie podczas mistrzostw Europy w Montreux (2015) i mistrzostw Europy w Tbilisi (2017).
Jej mężem jest Roman Własow.